# Bohumil Sucharda
Bohumil Sucharda (* 20. April 1914 in Tuhaň; † Februar 2009) war ein tschechoslowakischer Ökonom, Politiker und Finanzminister (von Januar 1967 bis September 1969).

## Politische Karriere
Bohumil Sucharda hatte in den Jahren 1937 bis 1950 verschiedene leitende Funktionen in tschechoslowakischen wie auch internationalen wissenschaftlichen Einrichtungen inne, 1948 bis 1950 war er einer der geschäftsführenden Direktoren des IWF. Ab 1951 war er tätig in verschiedenen Funktionen im Finanzministerium, ab 1962 als stellvertretender Minister der Zentralen Kommission für Volkskontrolle und Statistik und als Minister derselben Institution von November 1965 bis Januar 1967 in der Regierung Jozef Lenárt; in derselben Regierung war er Finanzminister und behielt diese Funktion auch in der Regierung Oldřich Černík I und der Regierung Oldřich Černík II bis September 1969.
Sucharda spielte als rechte Hand des damaligen Finanzministers Jaroslav Kabeš eine wichtige Rolle in der Vorbereitung und Durchführung der tschechoslowakischen Währungsreform von 1953. Die Folge dieser Währungsreform, welche die Ersparnisse der Bevölkerung vernichtete, war (wegen der absichtlichen Verletzung der Ankündigungspflicht) der Ausschluss der Tschechoslowakei aus dem IWF 1954.
Sucharda war Mitglied der Kommunistischen Partei der Tschechoslowakei (KSČ). Aus seinen Parteifunktionen kann lediglich seine Mitgliedschaft in der Zentralen Kontroll- und Revisionskommission der KSČ (1962–1970) genannt werden.
Während der Zeit der sogenannten Normalisierung verlor Sucharda 1970 all seine Funktionen. Er hielt Vorlesungen an der Wirtschaftsuniversität Prag (1970–1971), danach arbeitete er bis 1979 als Wirtschaftsfachmann in der Státní banka československá. Nach 1990 war er Berater des Wirtschaftsrates der Föderalen Regierung der Tschechoslowakei. Er galt als Fachmann auf dem Gebiet der Währungsprognostik und der internationalen Währungsbeziehungen.